# Цикерик, Михаэль
Майкл Зикерик (англ. Michael Zickerick; род. 21 ноября 1948) — немецкий дипломат и государственный деятель. Посол Германии в Молдавии в 2000—2004 годах и генеральный директор Немецкого института Тайбэй в Тайване в 2011—2014 годах. Награждён орденом Бриллиантовой звезды.

## Биография

### Молодость
Родился 21 ноября 1948 года в Брауншвейге (Нижняя Саксония). Детство провёл в Баварии. Обучался в Мюнхенском университете, где изучал общественные науки и политологию, интересовался коммуникативными исследованиями. По программе обмена учился в Висконсинском университете в Мадисоне и Женевском университете в Швейцарии. В 1979 году получил степень магистра в Мюнхенском университете. Там же в 1980-м стал доктором философии. Зикерик работал в научном центре в Лагосе, в Нигерии.

### Карьера
Дипломатическая карьера Зикерика началась в 1980 году: в этом году он стал атташе, работая в Министерстве иностранных дел Германии. В течение десятилетия он представлял Германию во многих странах Африки. В 1982—1985 годах был советником по культуре посольства Германии в Тунисе. Следующие два года он работал в консульстве в Кампале (Уганда). В 1987—1990 годах работал консультантом по культуре и связям с общественностью в посольстве Германии в Вашингтоне. С 1990 по 1992 год снова работал в МИД Германии (в Бонне), а затем вернулся на дипломатическую должность — в Кингстоне. Позже работал в генеральном консульстве Германии в Сан-Франциско до 1997 года. В конце 1990-х годов находился в ФРГ и занимался укреплением отношений с Восточной Европой, а также участвовал в реализации Пакта стабильности и роста.

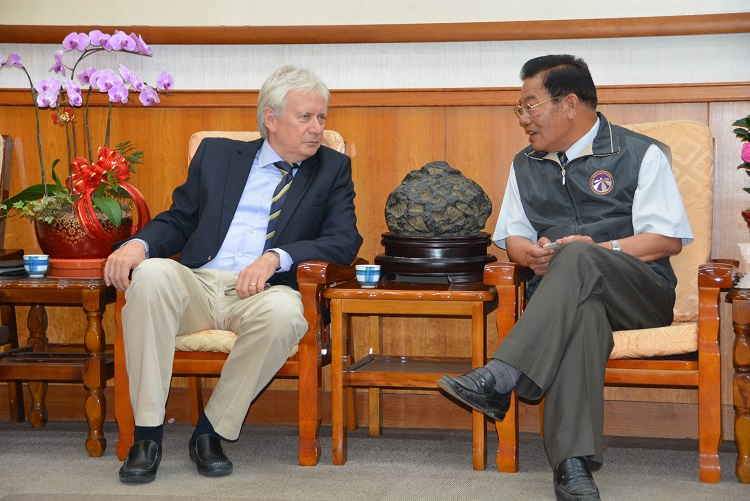
Зикерик в Пэнху на встрече в 2014 году

В 2000 году был назначен на должность посла Германии в Молдавии; занимал должность до 2004 года. Позже стал посланником Германии в Тегеране (Иран). Потом до 2011 года работал генеральным послом в генеральном консульстве в Джидде (Саудовская Аравия).
В 2011—2014 годах занимал должность гендиректора в Немецком институте Тайбэй в Тайване. Работая там, Зикерик стал инициатором соглашений об отмене двойного налогообложения, а также участвовал в проекте по предотвращению уплаты налоговых отчислений. Он также принимал участие в соглашении о переводе заключённых. За свою службу на Тайване был награждён орденом Бриллиантовой звезды. На церемонии прощания он вручил медаль почетному президенту китайско-немецкой культурной и экономической ассоциации Шарлотте Хан за огромный вклад в дружбу между Германией и Тайванем. Зикерика сменил Мартин Эбертс.
С 2020 года Зикерик является председателем немецко-китайской ассоциации в Тайване.

### Семья
Первый раз женился на Дейзи Вриланд, внучке франко-американской обозревательницы в области моды Дианы Вриланд. В браке родилось две дочери: Кэролайн и Александра. После развода женился повторно. От второго брака есть сын Макс.